# 梁宜生
梁宜生（1552年—？），字際元，號木東，山東鄆城縣人，明朝政治人物。

## 生平
萬曆七年（1579年）己卯科山東鄉試第六十一名，萬曆八年（1580年）庚辰科第三甲第五十九名進士。户部觀政，初授常熟縣知縣，十年降长芦运司经历，十一年升平谷知縣，十三年调繁遵化縣知縣。十六年升南京户部主事，十八年补北户部，十九年差監浒墅钞关，二十一年升员外郎，二十二年歷郎中，告病。二十七年补原职，本年升甘固管粮郎中，再升彰德府知府，下車踰年，百廢修舉。二十八年丁外艱，卒于家。

## 著作
有《梁叔子正文稿》、《绳武堂文移》。

## 家族
曾祖父梁玠，曾任知縣；祖父梁昆；父親梁士毅。母童氏。重庆下。兄宗孔、敏生。弟好生、观生、安生、道生、睿生、遂生。